# Askanischer Platz

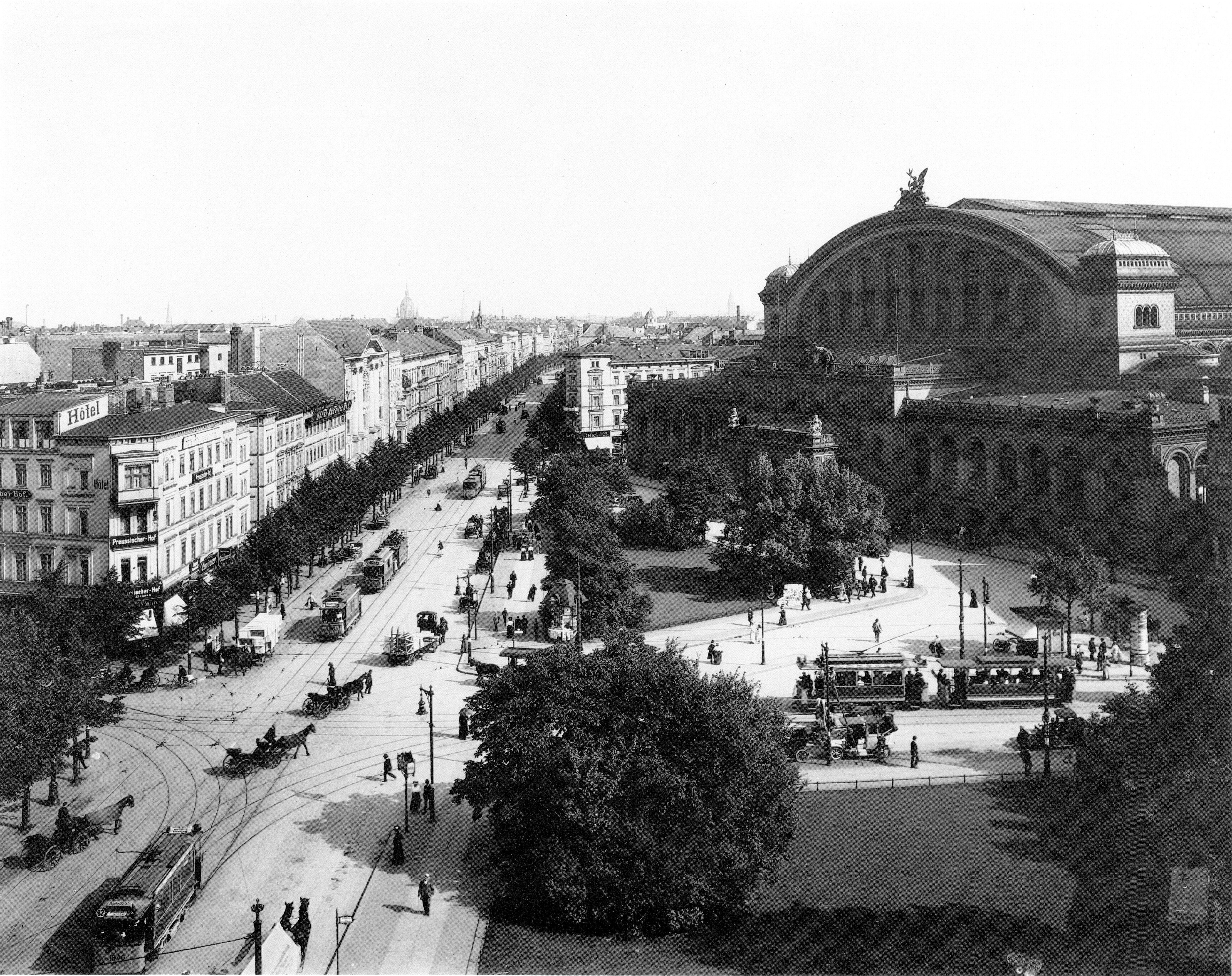
Blick auf den Askanischen Platz nach Südosten in die Königgrätzer Straße mit dem Anhalter Bahnhof, um 1910

Der Askanische Platz befindet sich an der Stresemannstraße im Berliner Ortsteil Kreuzberg. Das Areal vor dem ehemaligen Kopfbahnhof der Berlin-Anhaltischen Eisenbahn ist als Reminiszenz an das Geschlecht der Askanier aus dem Hause Anhalt benannt. An der Südwestseite des Platzes steht das Portikusfragment des im Zweiten Weltkrieg beschädigten bzw. ausgebrannten und 1959 gesprengten Anhalter Bahnhofs. Der Askanische Platz wird von der Anhalter- bzw. Schöneberger Straße geteilt; an seiner südöstlichen Seite endet die Möckernstraße.

## Vom Viehmarkt zum Bahnhofsvorplatz

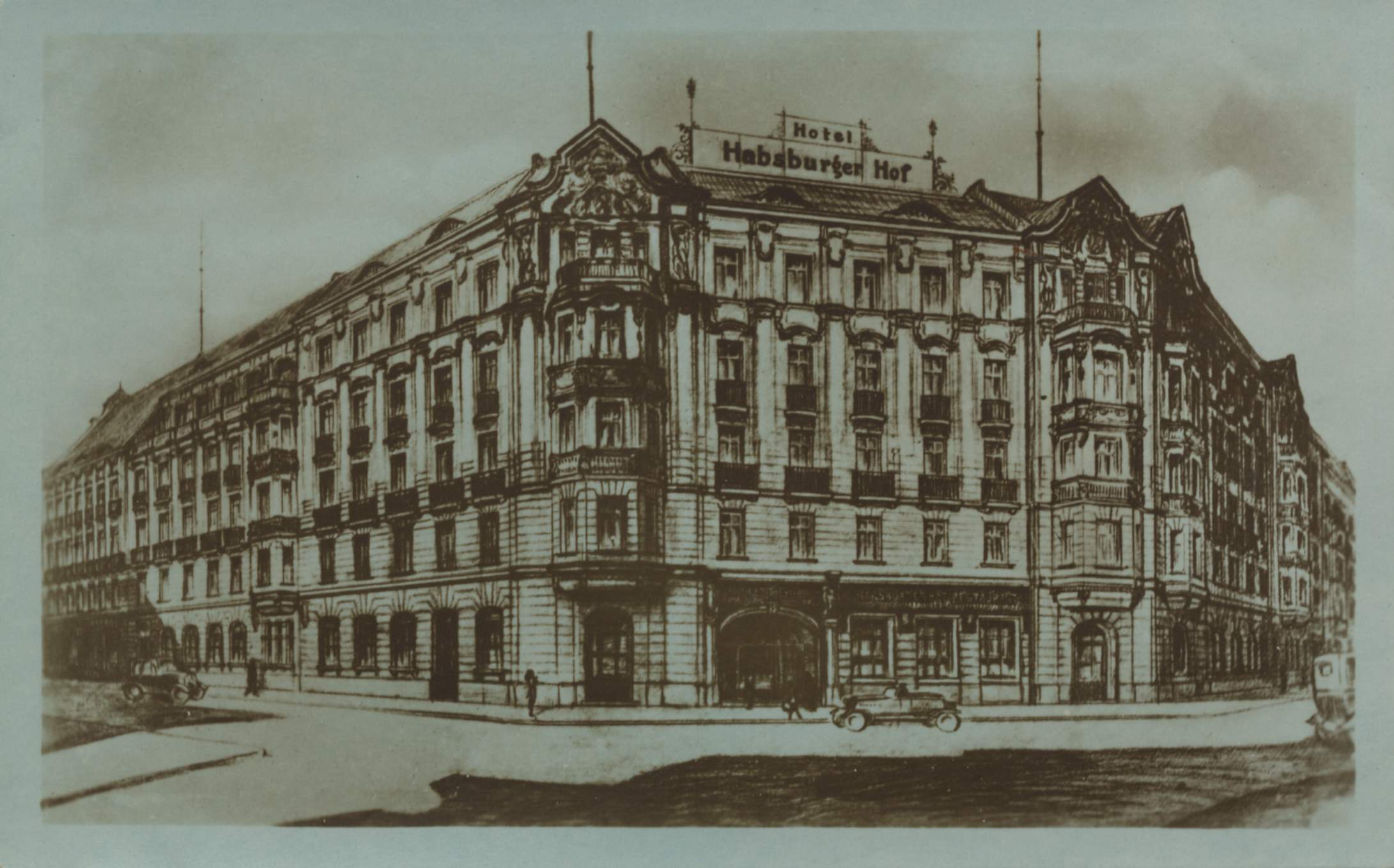
Askanischer Platz 1: Das 1889 erbaute Hotel „Habsburger Hof“ wurde 1945 zerstört.

Gebäude am Askanischen Platz, 1907

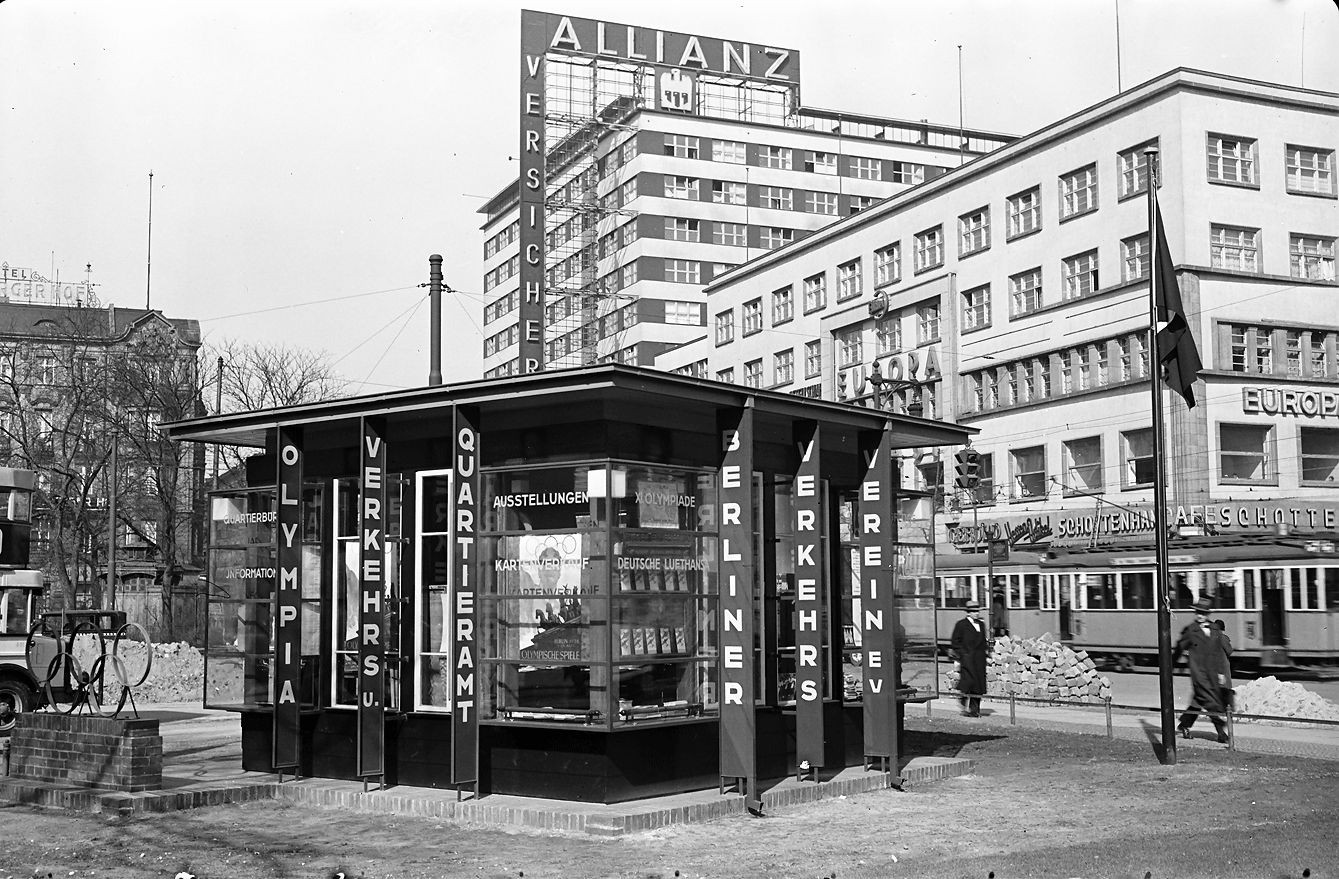
Zu den Olympischen Sommerspielen 1936 wurde ein Pavillon des Verkehrsvereins aufgebaut. Dahinter an der damaligen Saarlandstraße (seit 1947: Stresemannstraße) der Komplex Europa-/Deutschlandhaus, April 1936

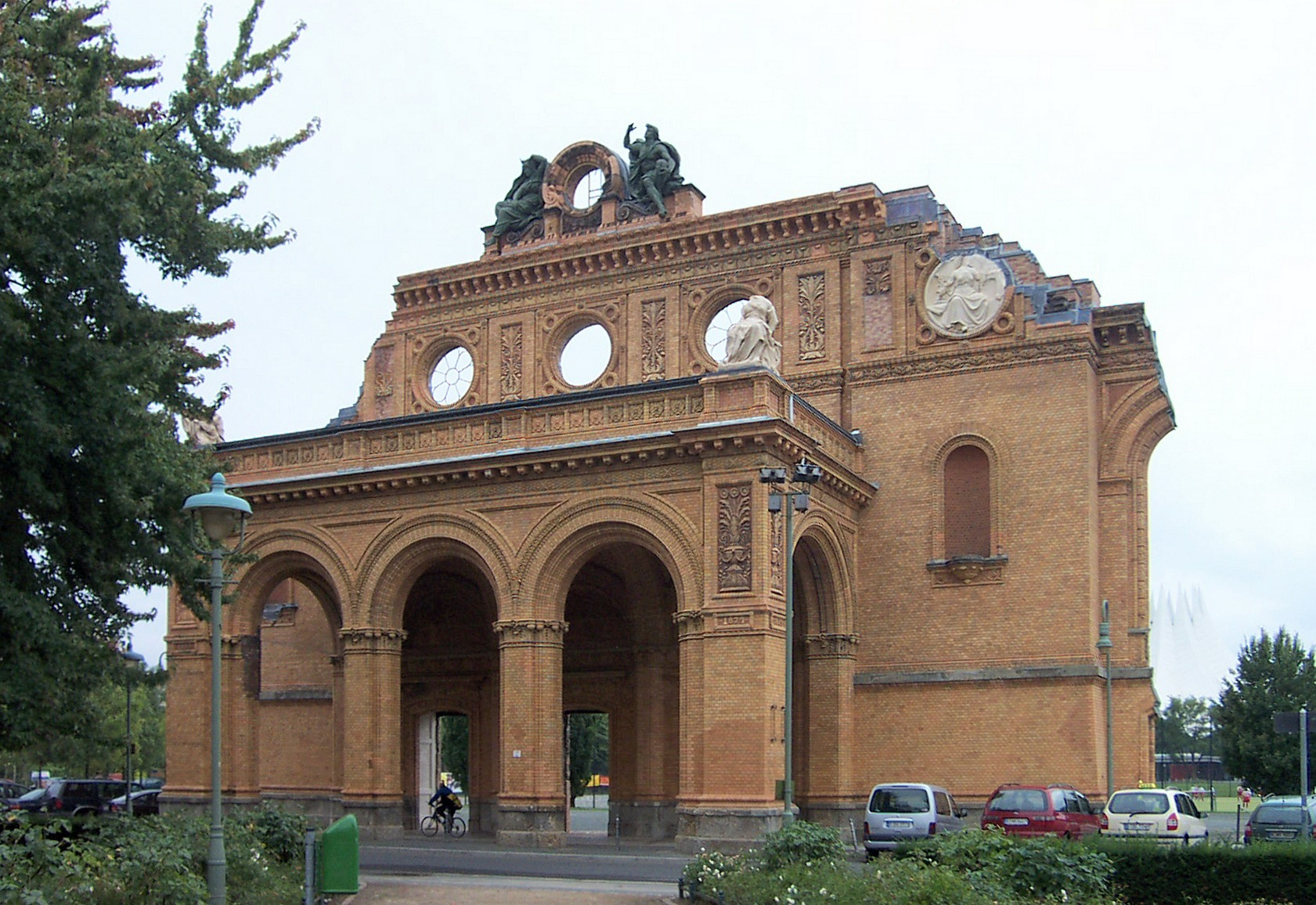
„Neues Anhalter Tor“ (Portikusfragment des ehemaligen Anhalter Bahnhofs), 2005

Für den am 1. Juli 1841 in Betrieb genommenen ersten Bahnhof der Berlin-Anhalter Bahn wurde 1840 ein neues Stadttor, das Anhalter Tor, in die Akzisemauer eingefügt. Dieses stand etwa auf halbem Wege zwischen dem nördlicheren Potsdamer Tor und dem südlicheren Halleschen Tor an der Kommunikation, der heutigen Stresemannstraße. Der Platz vor dem Anhalter Tor erhielt nach dem Fall der um 1867 abgerissenen Zollmauer seine heutige Gestaltung.
Die offizielle Namensnennung für das vom Viehmarkt zum Bahnhofsvorplatz aufgestiegene Areal erfolgte aber bereits 1844. Neben dem Bezug zur Bahnstrecke sollte der Name auch an die Brandenburger Linie der Askanier erinnern, die 1157 mit Albrecht dem Bären die Mark Brandenburg gegründet und bis zu ihrem Aussterben im Jahr 1320 regiert hatte. Die askanischen Markgrafen Johann I. und Otto III. hatten zudem im 13. Jahrhundert den Ausbau der späteren Doppelstadt Berlin-Cölln gezielt gefördert. Auch die umliegenden Straßen erhielten nun ihre Namen passend zum Bahnhof nach den Städten Bernburg, Dessau und Köthen in Anhalt. In der Halleschen Straße wurde 1875 das Askanische Gymnasium gegründet (sowohl Platz als auch Schule hießen zunächst „Ascanisch“).
Das Stadtgebiet rund um den belebten Anhalter Bahnhof am Askanischen Platz zwischen dem Potsdamer Platz und dem Belle-Alliance-Platz (seit 1947: Mehringplatz) war eine begehrte Berliner Adresse. In unmittelbarer Nähe zum Haus Schöneberger Straße 33 (jetzt: Nr. 19), Gründungsort des späteren Weltkonzerns, baute die Siemens & Halske AG für ihre Zentralverwaltung und die Planungsabteilungen nach einer Konzeption von Karl Janisch zwischen 1899 und 1901 das Haus Askanischer Platz 3. Nach dem Umzug der Siemens-Hauptverwaltung an den Nonnendamm im später Siemensstadt genannten Teil von Spandau kaufte 1912 die Accumulatoren-Fabrik AG (AFA, 1962 in VARTA umbenannt) das Gebäude für drei Millionen Mark für ihren Konzernsitz. Auf dem Dach wurde später eine große Leuchtreklame „Varta Starter-Batterie – Pertrix Licht-Batterie“ installiert.
Gegenüber dem Bahnhof wurde ab 1926 an der damaligen Königgrätzer Straße (ab 1935 Saarlandstraße, seit 1947 Stresemannstraße) nach Entwürfen der Architekten Bielenberg & Moser der Gebäudekomplex „Europahaus“ und „Deutschlandhaus“ im Stil des Neuen Bauens errichtet. Das fünfgeschossige Deutschlandhaus war bereits in den 1920er Jahren fertiggestellt. Richard Bielenberg starb 1929 und für die Ausführung des elfgeschossigen Europahauses (Fertigstellung 1931) zeichnete Josef Moser (1872–1963) zusammen mit Otto Firle verantwortlich. In dem Komplex waren in den 1930er Jahren der „Europa Tanz Pavillon“, Festsäle, Cafés, das Hofbräuhaus „Augustiner-Keller“, ein Palmenrestaurant und das Lichtspieltheater „Europa-Palast“ mit 2000 Plätzen untergebracht.
Beherrschendes Gebäude war jedoch die 1880 eingeweihte imposante Bahnhofshalle des neuen Anhalter Bahnhofs. Dieser wurde im Zweiten Weltkrieg schwer beschädigt und in den Jahren 1959/1960 abgetragen. Das 1959 bei der Sprengung der Halle stehengebliebene Portikusfragment („Neues Anhalter Tor“, Askanischer Platz 6/7) wurde infolge von Bürgerprotesten nicht beseitigt und steht als letztes Relikt des einst bedeutenden Bauwerks inzwischen unter Denkmalschutz.

## Nach Zerstörung im Krieg Wiederaufbau mit nüchterner Architektur

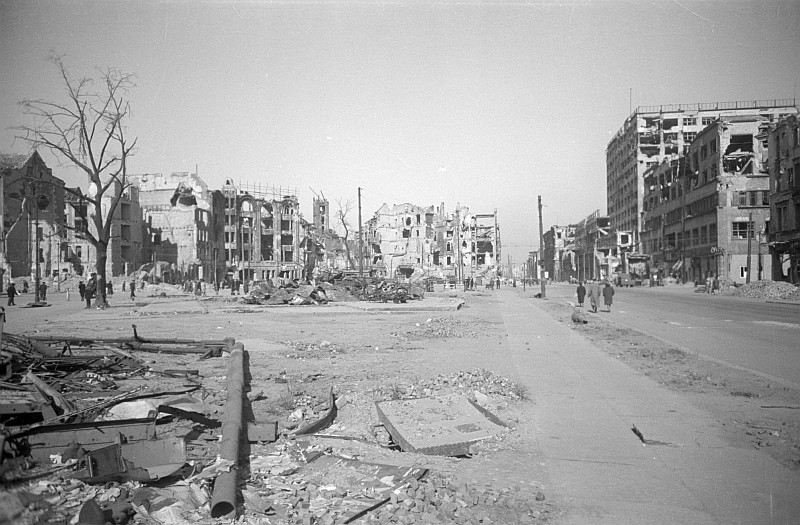
1945: Blick nach Nordwesten auf den Platz mit Deutschlandhaus rechts, dahinter das Europahaus, links der Bildmitte die Ruine der AFA-Verwaltung

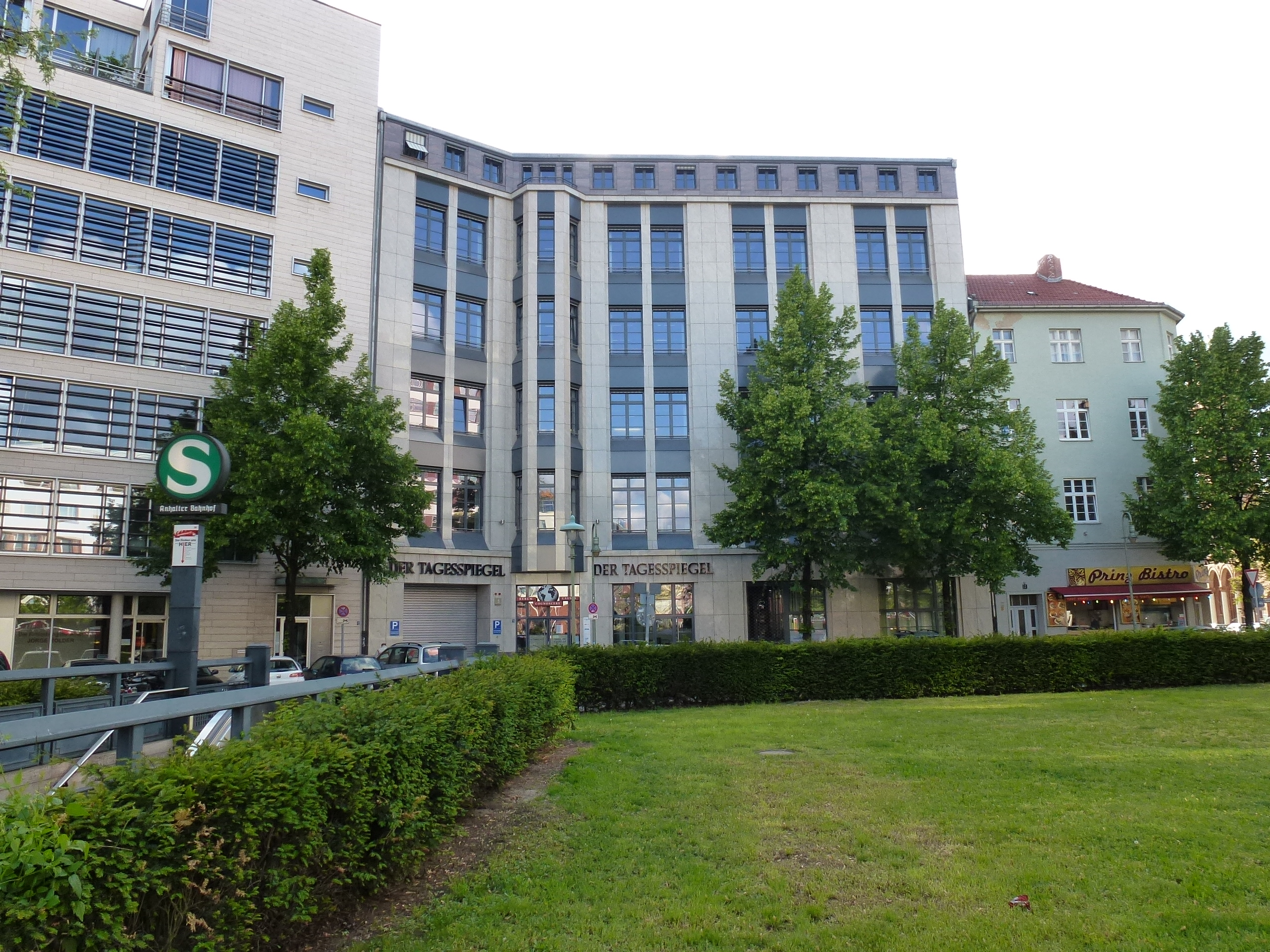
Das Gebäude Askanischer Platz 3 war früher Hauptverwaltung der Siemens & Halske AG, dann AFA-Zentrale und ist seit 2009 Verlagssitz des Tagesspiegels

Der fast völlig zerstörte und ehemals reich verzierte Verwaltungsbau der AFA wurde stark vereinfacht wieder aufgebaut. Noch Mitte der 1980er Jahre war dort ein Varta-Verkaufshaus untergebracht. Bis 2000 nutzte die Oberfinanzdirektion Berlin die ehemalige Hauptverwaltung von Siemens und der AFA. Im Oktober 2009 bezog der Verlag des Tagesspiegels mit seinen Töchterblättern zitty und Zweite Hand das Haus zusammen mit der Redaktion von Zeit Online. Alle gehören zum Holtzbrinck-Verlag.
Nach dem Verschwinden der prunkvollen Architektur kehrte rund um den Platz die Nüchternheit der Moderne ein. Einer ihrer Vertreter ist das 1997 vom Architekturbüro Hentrich, Petschnigg & Partner (HPP) erbaute Büro- und Wohnhaus auf dem Eckgrundstück Askanischer Platz/Schöneberger Straße. Das Gebäude zeigt zwei Gesichter: Die vertikale Gliederung durch französische Fenster prägt die Front an der Schöneberger Straße, während die zu horizontalen Bändern zusammengefassten Fenster an der Fassade zum Platz eine klassische Bürogebäude-Architektur (mit gleichmäßiger Belichtung der Büroräume) zeigt. Zwischen herausragenden Treppentürmen treten die begrünten Terrassen zweigeschossiger Maisonette-Wohnungen hervor.

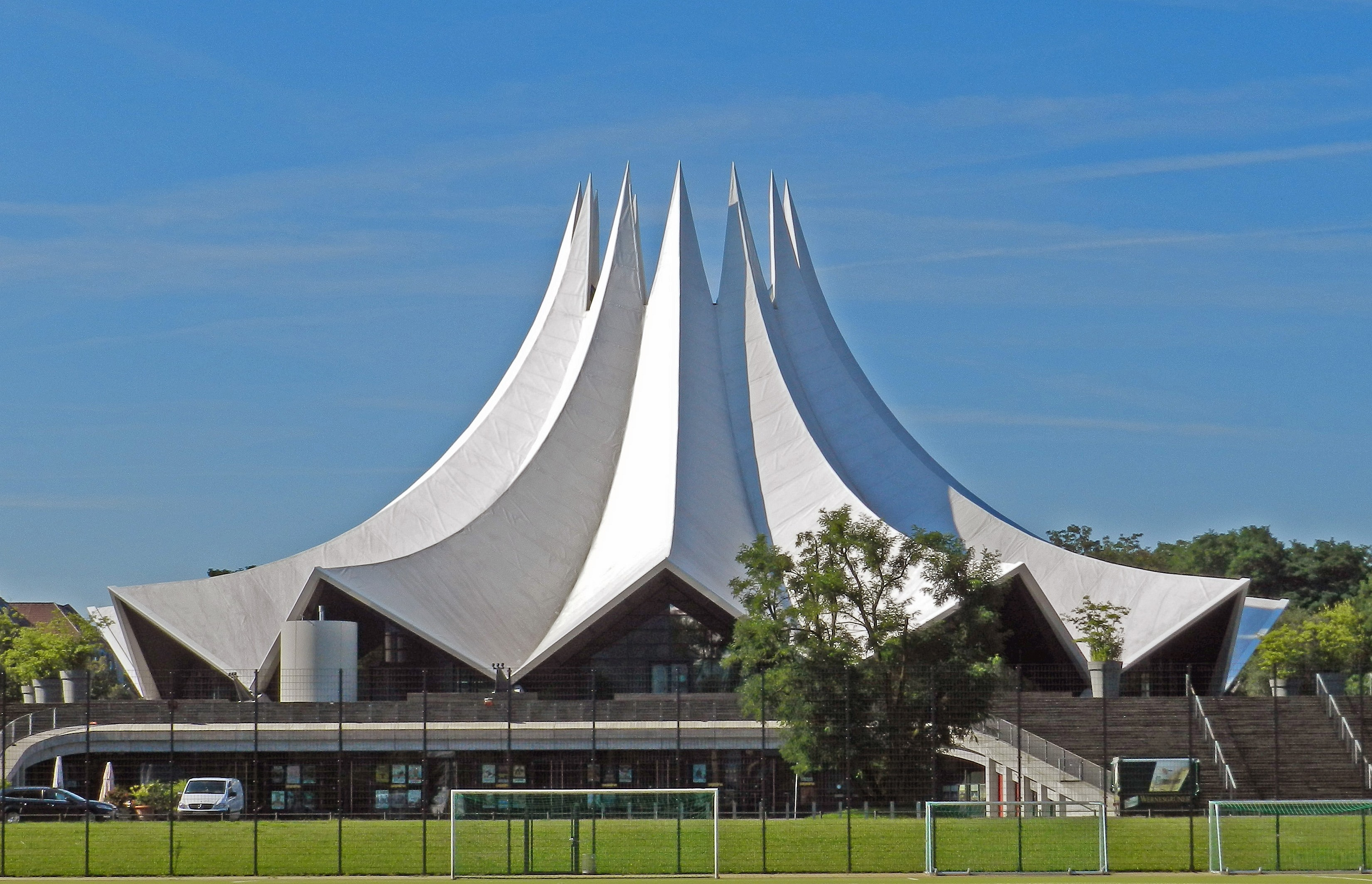
Tempodrom

Das im Jahr 2002 fertiggestellte Neue Tempodrom auf dem Gelände des ehemaligen Anhalter Bahnhofs hat der Stadtentwicklung im Quartier unverkennbar Auftrieb gegeben. Hotels schossen in den letzten Jahren wie Pilze aus dem Boden; die Berliner Morgenpost sprach von „Aufbruchstimmung“ und berichtete:

„Erst vergangene Woche kündigte die ‚Bundeszentrale der Angestellten-Krankenkassen‘ den Umzug zum Askanischen Platz an, an der Ecke Stresemann-/Erna-Berger-Straße baut das Bundesumweltministerium, das neue ‚Dokumentationszentrum der Vertriebenen‘ zieht ins ‚Deutsche Haus‘ an der Ecke Stresemann- /Anhalter Straße“

Der aktuelle Trend deutete sich schon im 1998 bis 2000 durchgeführten Umbau des in unmittelbarer Nähe (Stresemannstraße 92) liegenden Europahauses an. Das unter Denkmalschutz stehende dreiteilige Gebäudeensemble aus den 1920er Jahren beherbergt unter anderem die Hauptverwaltung des Entwicklungshilfeministeriums, eine Kontaktstelle des Robert Koch-Instituts sowie die Wasser- und Schifffahrtsdirektion Ost.